# Gotham City Sirens
Gotham City Sirens é uma série americana de revista em quadrinhos escrita por  Paul Dini, com arte de Guillem March, foi publicada pela editora DC Comics. A série apresenta algumas das personagens femininas mais populares que habitam Gotham City, incluindo a Mulher-Gato, Hera Venenosa e Arlequina. A primeira edição foi lançada em junho de 2009, como parte do relançamento de Batman: Reborn em todos os títulos Batman da DC. A Warner Bros. está desenvolvendo um filme com o mesmo título. Ainda está para ser visto se é baseado na série.

## Edições encadernadas
- Gotham City Sirens Vol. 1: Union, collects Gotham City Sirens #1-7, Abril de 2010, DC Comics, ISBN 978-1-4012-2570-4
- Gotham City Sirens Vol. 2: Songs of the Sirens, collects Gotham City Sirens #8-13 and Catwoman #83, Novembro de 2010, DC Comics, ISBN 978-1-4012-2907-8
- Gotham City Sirens Vol. 3: Strange Fruit, collects Gotham City Sirens #14-19, Agosto de 2011, DC Comics, ISBN 978-1-4012-3137-8
- Gotham City Sirens Vol. 4: Division, collects Gotham City Sirens #20-21, 23-26, Março de 2012, DC Comics ISBN 978-1-4012-3393-8
- Batman: Gotham Shall Be Judged, collects Azrael #14-18; Batman #708-709; Gotham City Sirens #22; Red Robin #22 Abril de 2012, DC Comics, ISBN 978-1-4012-3378-5

## Resultado
Junto com todos os outros títulos publicados pela DC, Gotham City Sirens foi cancelada em agosto de 2011 para abrir caminho ao relançamento de toda a linha chamada The New 52. Na linha da revista, a Mulher-Gato recebeu um novo título em curso escrito por Judd Winick e desenhado pelo artista Guillem March, Arlequina foi trazida à série renovada do Esquadrão Suicida, e Hera Venenosa é destaque no novo Aves de Rapina.

## Outras Midias

### Adaptação
Foi anunciado em dezembro de 2016 que a Warner Bros. está desenvolvendo uma adaptação cinematográfica derivada do Esquadrão Suicida baseado em Gotham City Sirens. O filme está com a produção acelerada, e será uma parte do Universo Estendido da DC. Margot Robbie irá reprisar seu papel como Arlequina e será a produtora executiva do filme. O diretor David Ayer de Esquadrão Suicida voltará a dirigir o filme, enquanto Geneva Dworet-Robertson vai escrever o roteiro. Ayer twittou uma imagem da Arlequina ao lado da Mulher-Gato e Hera Venenosa, implicando seu envolvimento no filme. De acordo com Mark Hughes da Forbes, a produção provavelmente começará no verão norte-americano de 2017, com notícias do elenco no início do próximo ano. Devido ao filme estar em estágios iniciais de desenvolvimento, não está claro se o filme seguirá a história dos quadrinhos, como mencionado por Hughes.

### Música
O grupo sul-coreano Sistar,
Usou uma tématica das Vilãs no Clipe da musica Shake It é também no photoshoot do ep de mesmo nome,o grupo inclui a Magia,pelo fato do grupo ser feito por 4 membros.sendo Bora a Arlequina, Hyolyn como a Mulher-Gato,Soyou a Hera Venenosa e Dasom a Magia.